# Manoel Delson Pedreira da Cruz
Manoel Delson Pedreira da Cruz OFM Cap. (ur. 10 lipca 1954 w Biritinga) – brazylijski duchowny katolicki, arcybiskup Paraíby od 2017.

## Życiorys
5 lipca 1980 otrzymał święcenia kapłańskie w zakonie kapucynów. Był m.in. wikariuszem prowincjalnym, prowincjałem oraz definitorem generalnym zakonu dla Ameryki Łacińskiej.
5 lipca 2006 papież Benedykt XVI mianował go biskupem diecezji Caicó. Sakry biskupiej udzielił mu 24 września 2006 ówczesny arcybiskup São Salvador - kardynał Geraldo Majella Agnelo.
8 sierpnia 2012 został ordynariuszem diecezji Campina Grande.
8 marca 2017 papież Franciszek mianował go arcybiskupem metropolitą Paraíby. Ingres odbył się 20 maja 2017.